# Paolo Bollini
Paolo Bollini (ur. 1960) – sanmaryński polityk, kapitan regent San Marino, razem z Marino Riccardi w czasie od 1 kwietnia 2004 do 1 października 2004. Należy do partii Socjalistycznej.